# پریسال
latitudeپریسالlongitudeپریسال
پریسال (به انگلیسی: Preesall) یک روستا در بریتانیا است که در انگلستان واقع شده‌است.

## خصوصیات
پریسال ۵٬۳۱۴ نفر جمعیت دارد.